# USA:s tillträdande president

USA:s flagga.

USA:s tillträdande president (engelska: president-elect of the United States) är den kandidat som har vunnit presidentvalet och inväntar installationen till presidentposten. Det finns ingen explicit angivande i konstitutionen när personen faktiskt blir tillträdande president. Den inofficiella termen president-elect har använts i amerikansk media i flera decennier. Politiker använder termen för den av media utropade vinnaren redan efter valnatten. Chefen för General Services Administration fastställer officiellt under övergångsperioden efter presidentvalet vem som är USA:s tillträdande president.
Donald Trump var USA:s tillträdande president efter att ha vunnit över Kamala Harris i presidentvalet 2024, och var så fram till den 20 januari 2025 då han tillträdde vid presidentinstallationen.